# Franquelis Osoria
Franquelis Antonio Osoria (nacido el 12 de septiembre de 1981 en Licey) es un lanzador dominicano que jugó en las Grandes Ligas de Béisbol de 2005 a 2008.
Osoria hizo su debut en las Grandes Ligas con los Dodgers de Los Ángeles el 7 de junio de 2005. En diciembre de 2006, fue reclamado en waivers por los Piratas de Pittsburgh. Después de pasar la mayor parte de la temporada en Triple-A con los Indios de Indianápolis, terminado con récord de 2-5 con una efectividad de 2.63 en 39 juegos como relevista, fue llamado por los Piratas el 4 de agosto de 2007. El 31 de julio de 2008, fue designado para asignación después de que los Piratas negociaran a Jason Bay por cuatro jugadores. El 30 de noviembre de 2008, firmó un contrato de liga menor con los Reales de Kansas City.
Al igual que el otro relevista dominicano Antonio Alfonseca, Osoria tiene un dedo extra en su mano de derecha.

## Trivia
- Es dado a lanzar con lentes claros durante la noche y gafas de sol durante el día.
- Usa diferentes tipos de collares Phiten a pesar de no estar patrocinado por la empresa y utiliza calcetines largos en vez de cortos.
- Durante la temporada baja lanza para las Águilas Cibaeñas en la Liga Dominicana Inviernal.